# Cao Văn Bổn
Cao Văn Bổn là Bộ trưởng Bộ Kinh tế Tài chính của Chính phủ Cách mạng lâm thời Cộng hòa Miền Nam Việt Nam thời kỳ 1969-1976.
Ông quê ở ấp 7 xã Hòa Hiệp, huyện Tam Bình, tỉnh Vĩnh Long, là kỹ sư. Sau thời gian dài ở Chiến khu D và bị ung thư phổi, ông qua đời vào tháng 4/1972 ở gần Sóc Chùa, Campuchia, về sau ông Dương Kỳ Hiệp được cử quyền Bộ trưởng Bộ Kinh tế - Tài chánh. Theo Lịch sử Quốc hội Việt Nam thì kỹ sư Cao Văn Bổn bị bệnh mất năm 1971. Năm 1975, ông Dương Kỳ Hiệp được cử quyền Bộ trưởng Bộ Kinh tế.
Hiện nay hài cốt của ông an táng tại quê nhà.